# Rendez-vous avec Maurice Chevalier n°3
Série
Rendez-vous avec Maurice Chevalier n°2 Rendez-vous avec Maurice Chevalier n°4
Pour plus de détails, voir Fiche technique et Distribution.
Rendez-vous avec Maurice Chevalier n°3 est un court métrage français réalisé par Maurice Régamey en 1957.

## Synopsis
Maurice Chevalier rend visite à plusieurs artistes pour évoquer leur œuvre.

## Fiche technique
- Réalisation : Maurice Régamey
- Production : Jean Jay et Alain Poiré
- Photographie : Willy Faktorovitch et Jean Lehérissey
- Montage : Denise Natot
- Pays :  France
- Format : Noir et blanc - Mono
- Genre : Film musical
- Durée : 21 minutes
- Année de sortie : 1957

## Chansons
- Rendez-vous à Paris (1954)
  - Musique : Fred Freed
  - Paroles et interprétation : Maurice Chevalier

- Je veux te Dire Adieu (1954)
  - Musique et interprétation : Gilbert Bécaud
  - Paroles : Charles Aznavour

- Laissez Faire, Laissez Dire (1954)
  - Musique et interprétation : Gilbert Bécaud
  - Paroles : Pierre Delanoë

- Sur l'Avenue Foch (1950)
  - Musique : Roger Lucchesi et Hubert Giraud
  - Paroles : Roger Lucchesi et Maurice Chevalier
  - Interprétation : Maurice Chevalier